# إس. سبنسر سكوت
إس. سبنسر سكوت (بالإنجليزية: S. Spencer Scott)‏ هو ناشر أمريكي، ولد في 21 يونيو 1892 في إليزابيث في الولايات المتحدة، وتوفي في 1971 في بومبانو سيتي في الولايات المتحدة.